# Løvstræde
Løvstræde er en gade i Indre By i København, der går fra Købmagergade til Niels Hemmingsens Gade ved Gråbrødretorv. Det meste af den sydøstlige af gaden udgøres af det tidligere Købmagergades Postkontors kompleks, postgården. På den nordvestlige side ligger blandt andet Det Grønlandske Hus og Haase Forlag.
Gaden kendes fra begyndelsen af 1500-tallet som en del af den privat passage Gråbrødrestræde, der gik gennem det daværende Gråbrødrekloster, og som også omfattede den nuværende Gråbrødrestræde. Efter reformationen i 1536 blev klostrets område overdraget til Københavns Magistrat, der udstykkede det og fik etableret et stræde, Ny Gråbrødrestræde, mellem Købmagergade og det egentlige klosteranlæg. Det nuværende navn kendes fra 1595 i formen Løffuestredet. Både det og senere former af navnet viser, at det skal forstås som Løvestræde. Baggrunden kendes ikke, men der har formentligt været et husmærke med en løve. Gaden blev udvidet af kong Christian 4. i 1620. Den blev ødelagt ved Københavns brand 1728, og de ældste huse i gaden stammer derfor fra den efterfølgende genopbygning.
I 2018 tilbød PFA Ejendomme Københavns Kommune at give Løvstræde og den parallelle Valkendorfsgade mellem Købmagergade og Niels Hemmingsens Gade en ny belægning. De havde lige renoveret postgården og ønskede nu at forbedre forholdene for fodgængerne i de to gader og at forbedre det æstetiske indtryk. Teknik- og Miljøforvaltningen syntes, at man skulle tage imod gaven og samtidig gøre de to gadestrækninger til gågader. Det skyldtes blandt andet, at fortovene i forvejen var smalle og svære at færdes på, og at flere andre gader i området så som Købmagergade i forvejen var gågader. Der ville blive nedlagt 20 parkeringspladser i de to gader men til gengæld oprettet 47 cykelparkeringspladser. Københavns Borgerrepræsentation vedtog at tage imod gaven med 49 stemmer for 4 ved sit møde 20. september 2018. Anlægsarbejdet finder sted fra juni til oktober 2019.

## Bygninger og beboere
Det meste af den sydøstlige af gaden udgøres af det tidligere Købmagergades Postkontors kompleks. På hjørnet af Købmagergade ligger således en tilbygning til den gamle postgård, der blev opført efter tegninger af Andreas Clemmensen i 1916-1925. Bygningen er udført i palæagtig barokstil med to etager og en tilbagetrukket mezzaninetage. Tilbygningen husede til at begynde med Hovedtelegrafen og Statstelefonen. Fra oktober 1998 til udgangen af 2015 holdt Post & Tele Museum til her. Med til komplekset hører også en fireetages bygning mellem Løvstræde og den parallelle Valkendorfsgade, der blev opført omkring 1880, samt Løvstræde 5, der blev købt af Telegrafvæsenet i 1918. Hele komplekset blev solgt til PFA Pension i 2014 med henblik på omdannelse til butikker og kontorer.
I nr. 7 lå der oprindeligt en adelsgård, der var ejet af den kongelige livkirurg Philip Hacquart i 1680'erne og efterfølgende af hans familie indtil 1732. Grunden blev bebygget på ny i 1781 af den daværende ejer, tømrermester J.C. Suhr. Fra 1852 til 1923 holdt C.A. Reitzels Boghandel til her. I 1934 blev bygningen solgt til naboen Sparekassen for Kjøbenhavn og Omegn, der rev den ned i 1937 og erstattede den med en udvidelse af deres kompleks.
På hjørnet af Løvstræde og Niels Hemmingsens Gade var der endnu i midten af 1700-tallet have for præsten ved Helligåndskirken, der boede på hjørnet af Niels Hemmingsens Gade og Valkendorfsgade, men 50 år senere var haven bebygget. Hjørnebygningen blev i 1862 købt af sparekassen, der også købte den gamle præstegård i 1867. Den gamle præstegård blev erstattet af en ny bygning i 1866-1868 efter tegninger af Vilhelm Klein og H.C. Stilling, og efter senere opkøb og udvidelser endte det så med et trefløjet kompleks i 1883.
På den nordvestlige side af gaden er bebyggelsen mere blandet. Til at begynde med er der hjørneejendommen Løvstræde 2 / Købmagergade 39, der oprindeligt blev opført som to toetages huse mod hver sin gade i 1730-1761. I 1847 fik instrumentmager F.A. Thiele dem slået sammen med en fælles facade og forhøjet dem med to etager. I 1880'erne havde Bernhard Mossin et konfektionsmagasin her. Senere holdt Hallgren Sko til her i en årrække, indtil de lukkede i januar 2009.
Det femetages forhus i nr. 4A blev opført efter tegninger af Martin Nyrop for C. Nyrops Etablissement i 1916. Camillus Nyrop havde etableret en virksomhed med fremstilling af kirurgiske instrumenter i 1838 og havde boet på stedet fra 1878 til sin død i 1883. På facaden er der et relief med den græske smedegud Hefaistos og handelsguden Hermes samt årstallene 1838 og 1916. I den første baggård er der et femetages sidehus og et femetages tværhus med en portgennemgang. I den anden baggård er der et femetages trappehus (nr. 4B) samt et fireetages sidehus (nr. 4C), der støder op til forhuset på Købmagergade 43.
Nr. 6 blev opført på et tidspunkt før 1877. Udover det treetages forhus er der en gård med et fireetages sidehus, et treetages sidehus i forlængelse heraf og et treetages baghus. Gårdens fjerde side udgøres af gavlen på nr. 8, der er udsmykket med kunst. Cohrs Sølvvarefabrik havde i årrække kontorer i forhuset, mens der var værksteder og fabrik i side- og baghusene. Fra 1974 har Det Grønlandske Hus holdt til her. De fungerer blandt andet som kultur- og informationssted, vejledning for grønlandske studerende, socialt værested og ramme for de grønlandske foreninger på Sjælland.
Nr. 8, Haases Hus, består også af forhuse, sidehuse og baghus. Forhuset blev oprindeligt opført i to etager for brygger Frederich Lynge i 1734 men blev senere forhøjet til seks etager. Sidehusene og baghusene blev opført i 1844 og er også i seks etager. Haase Forlag har holdt til i nr. 8 siden 1897. Forlaget blev grundlagt i 1877 og er nu Danmarks ældste privatejede forlag og også et af landets ældste forlag i det hele taget. De udgiver især skole- og lærebøger samt biografier og fagbøger med historisk fokus.
Nr. 10 blev opført af murermester Reinhardt i 1906-1907. El-installatørfirmaet C.I. Tønnesen, der nu bor på Frederiksberg, blev grundlagt her i 1917. Hjørnebygningen Gråbrødretorv 2 blev oprindeligt opført som et treetages hus kort efter bybranden i 1728. I 1832 blev den forhøjet med en fjerde etage for urtekræmmer J.L. Hammerich. Hammerich fik samtidig opført det fireetages sidehus Løvstræde 14. Den samlede bygning blev fredet i 1950. Den fremstår i klassicistisk stil med pudsede facader og velbevarede grundplaner indvendigt.